# Alice in Wonderland (Disneyland)
Pour les articles homonymes, voir Alice au pays des merveilles (homonymie).
Alice in Wonderland est une attraction de type parcours scénique du parc à thème Disneyland en Californie. Elle est basée sur le film Alice au pays des merveilles (1951).

## Description
L'attraction reprend le schéma narratif du film.
Le visiteur se voit donc poursuivre le Lapin blanc au côté d'Alice à travers son terrier jusqu'au Pays des merveilles.
Les scènes d'animaux et de fleurs géantes dans la forêt se succèdent de façon un peu folle pour simuler la course. Le Chat du Cheshire est aperçu plusieurs fois de loin comme essayant de guider les véhicules. Plus tard, lorsque la Reine de Cœur perd au croquet contre Alice et tente de la décapiter avec une hache, le véhicule s'enfonce dans une allée de cartes. Le véhicule descend alors du premier étage, fait rare dans la construction des parcours scéniques de Disney, souvent sur un seul niveau, en longeant la file d'attente pour arrivée sur un énorme champignon. La visite se poursuit par la scène de la fête de "non-anniversaire" en compagnie du Chapelier Fou et du Lièvre de Mars. Le Lapin Blanc s'enfuit lorsqu'une bougie-dynamite explose au-dessus du gâteau, forçant les visiteurs à finir leur voyage.

## L'attraction
Le personnage d'Alice n'est visible qu'une seule fois au début de l'attraction, cachée sur la gauche derrière une fleur chantante du jardin.
- Ouverture : 14 juin 1958[1]
  - Rénovation : du 6 septembre 1982 au 13 avril 1984[2]
- Conception : WED Enterprises, Arrow Dynamics
- Capacité de véhicule : 3 adultes par train (ou 2 adultes-2enfants)
- Durée : 3 min 40 s
- Type d'attraction : parcours scénique
- Situation : 33° 48′ 48″ N, 117° 55′ 06″ O

L'actrice Kathryn Beaumont qui avait fait la voix originale d'Alice pour le film de 1951, a été engagée pour réaliser la narration de l'attraction.

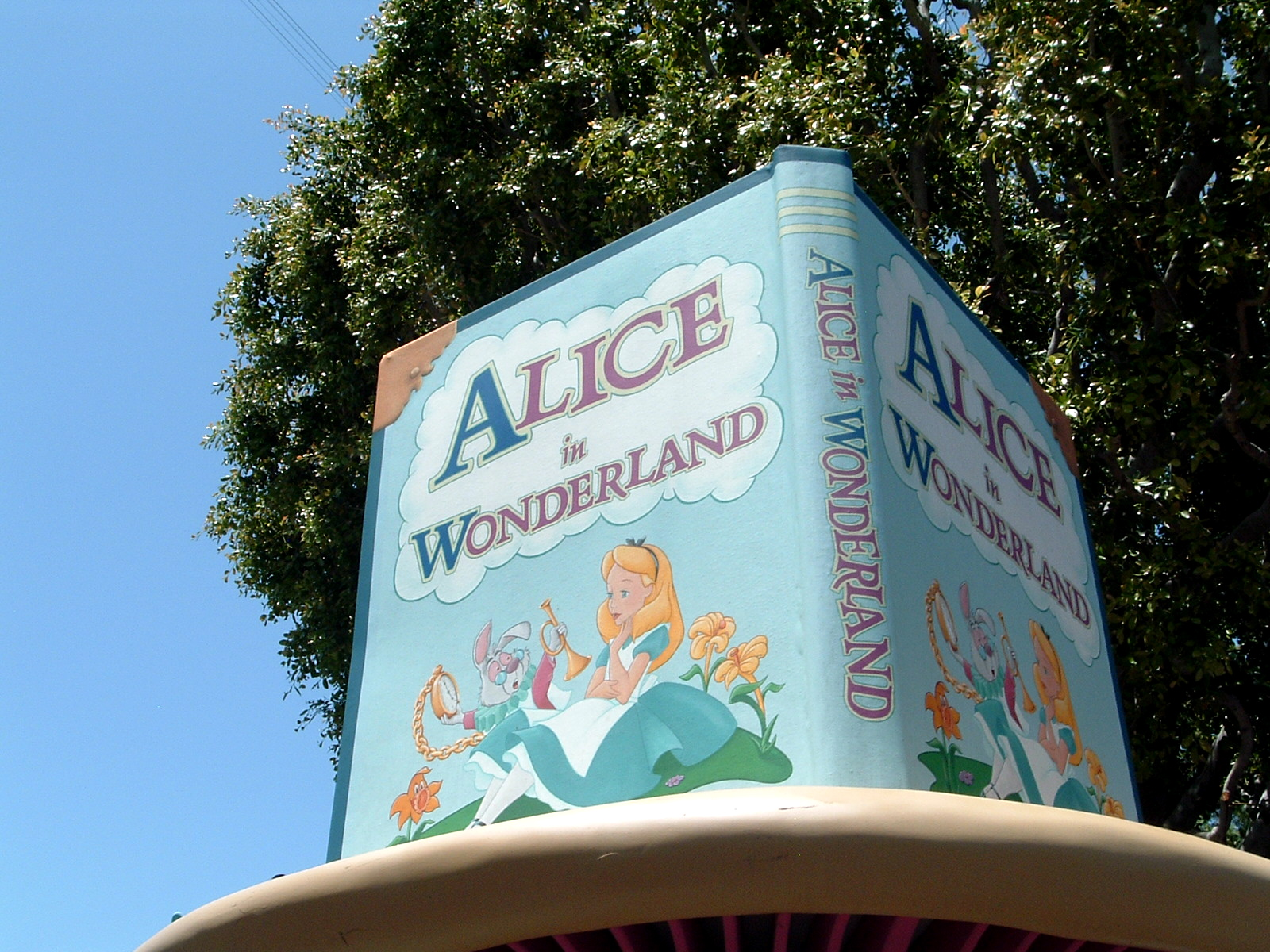
Entrée de l'attraction
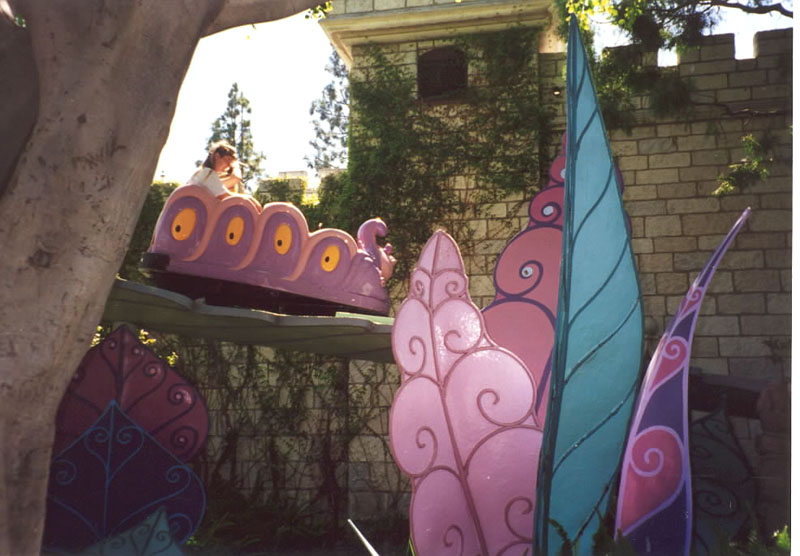
Section en extérieur